# Isla de Sacrificios

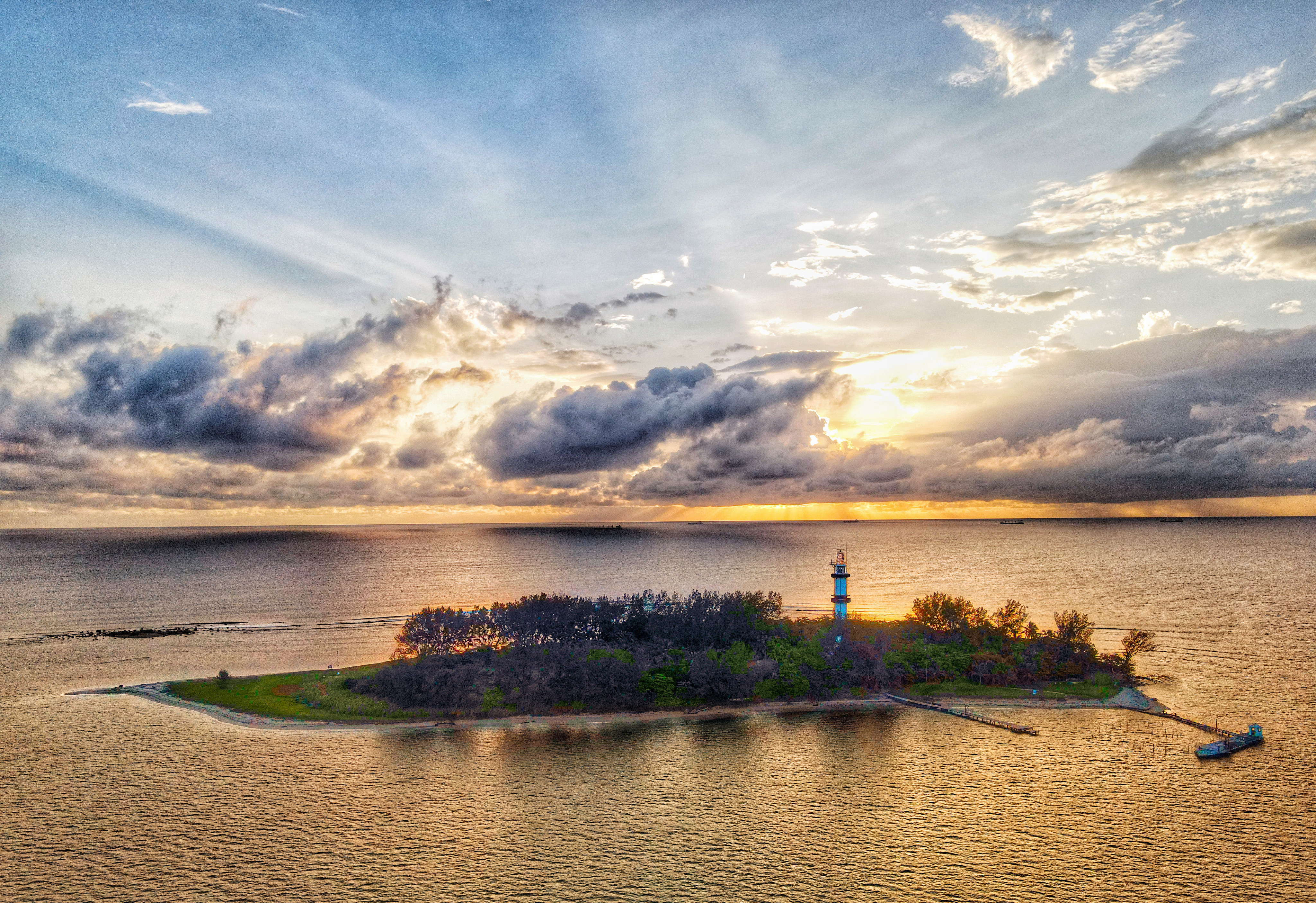
Isla de Sacrificios

Isla de Sacrificios es una isla mexicana que se localiza en el golfo de México, muy cerca del puerto de Veracruz. Mide aproximadamente 450 m de largo y 198 m de ancho. Forma parte del Parque Marino Nacional Sistema Arrecifal Veracruzano, su acceso está cerrado al público y está protegida por la Secretaría de Marina.

## Historia
Se han encontrado cientos de figurillas prehispánicas, vasos, y vasijas polomizas y de pasta fina. En el Período Posclásico mesoamericano, la isla fue utilizada por los totonacas para efectuar adoraciones y ceremonias. Prueba de esto son los entierros y basamentos piramidales que se hallaron y documentaron. Las principales investigaciones arqueológicas fueron realizadas por Alfonso Medellín Zenil. En 1518, la expedición comandada por Juan de Grijalva registró la isla en sus cartas náuticas. A partir de entonces, fue bautizada con su nombre actual:

Y yendo más adelante vimos otra isla algo mayor que las demás, y estaría de tierra obra de legua y media, y allí enfrente de ella había buen surgidero. Y mandó el general que surgiésemos. Y echados los botes en el agua, fue Juan de Grijalva, con muchos de nosotros los soldados, a ver la isleta, porque había humos en ella, y hallamos dos casas hechas de cal y canto, bien labradas, y en cada casa unas gradas, por donde subían a unos como altares, y en aquellos altares tenían unos ídolos de malas figuras, que eran sus dioses. Y allí hallamos sacrificados de aquella noche cinco indios, y estaban abiertos por los pechos y cortados los brazos y los muslos, y las paredes de las casas llenas de sangre. De todo lo cual nos admiramos en gran manera, y pusimos nombre a esta isleta de Sacrificios, y así está en las cartas de marear.
Bernal Díaz del Castillo.

Por Real Cédula de 8 de febrero de 1705 se mandó al virrey Francisco Fernández de la Cueva, duque de Alburquerque, que se hiciese un reconocimiento de la barra, río y montes de Coatzacoalcos e isla de Sacrificios para estudiar la conveniencia de construir un astillero. Se mandaron dos expediciones: la primera compuesta por pilotos y carpinteros de la flota de Diego Fernández de Santillán; la segunda, a la que pertenecen los mapas, por el almirante Antonio de Landeche, gobernador de la Armada de Barlovento, que llevó consigo a Diego de Figueroa, capitán de la maestranza de dicha Armada, al piloto Bartolomé Agustín y maestros de carpinteros y calafates.

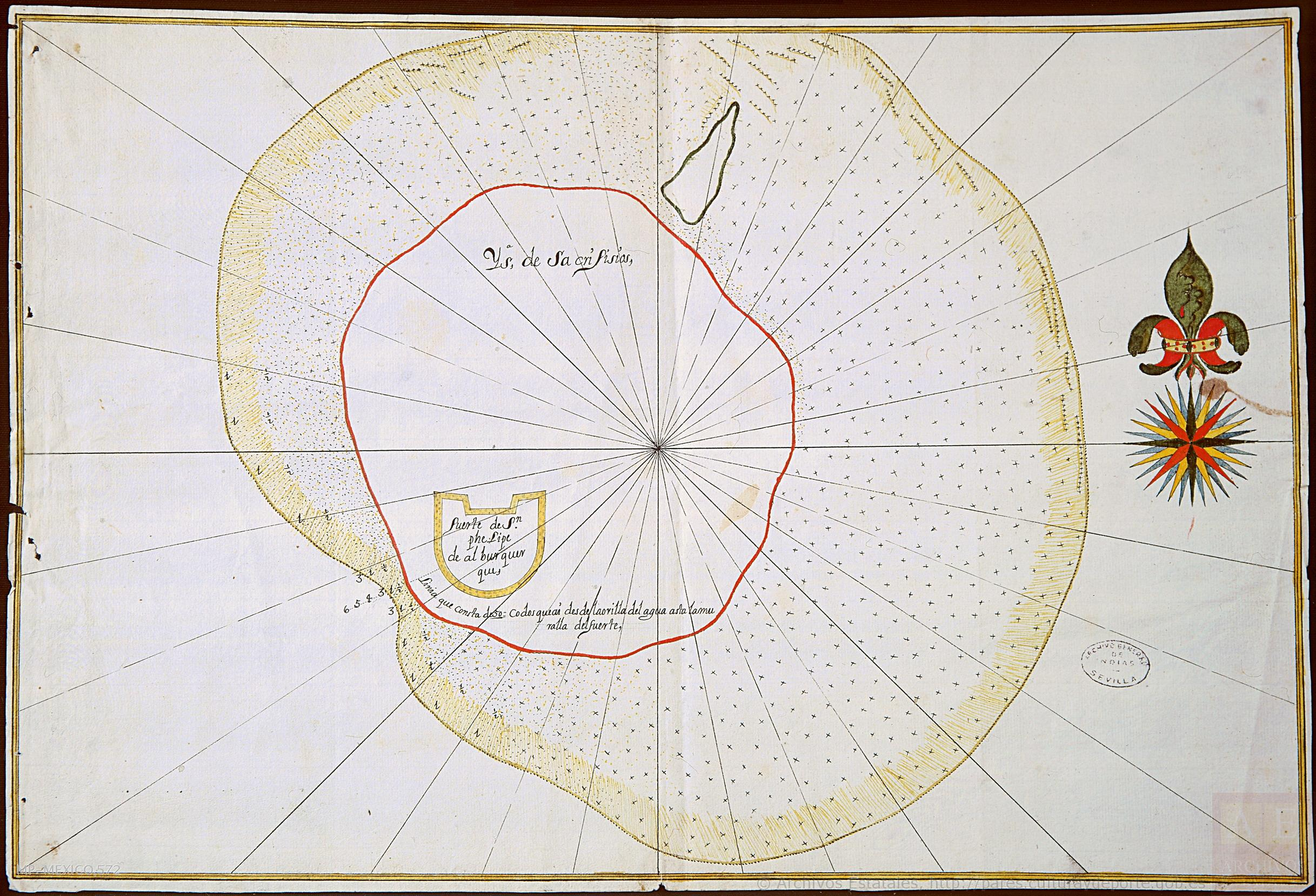
Muestra la isla de Sacrificios y la planta del fuerte de San Felipe de Alburquerque que se estaba construyendo para su defensa.

Durante la época del virreinato fue utilizada como un punto para reparar embarcaciones, así como para preparar ataques al fuerte de San Juan de Ulúa y al puerto de Veracruz. En 1836, fue utilizada por los franceses durante la Guerra de los Pasteles como punto estratégico y como cementerio en un monumento conocido como El Polvorín. Más tarde, en 1862, durante la segunda intervención francesa en México, fueron agrupados más de 50 entierros de soldados sudaneses y franceses provenientes del buque francés La Seine. Asimismo fue utilizada por los estadounidenses durante la intervención de 1846-1848 y durante la ocupación de 1914.
Un año después de concluido el conflicto bélico, el 10 de abril de 1946 para ser más específicos, el señor Don Jorge Luis Navarro Ureña, obtiene del Gobierno mexicano el permiso para importar un barco petrolero cargado con 327 Cebúes partió del puerto de Santos, en Brasil, con destino a Veracruz, era el “Santa Cecilia”. Veinte días más adelante la embarcación arribó a las costas del golfo mexicano sin poder desembarcar el ganado en tierra firme debido a la norma sanitaria mexicana que establecía un periodo de cuarentena antes de ingresar el ganado a tierra firme mexicana. Para ello, se le otorgó al señor Don Jorge Luis Navarro Ureña, la concesión por 99 años de la Isla de Sacrificios por su parte del gobierno mexicano para cumplir con todas y cada una de las especificaciones que reglamentaban la importación de dicho ganado.
Para cumplir dicho cometido, el señor Don Jorge Luis Navarro Ureña, se vio en la necesidad de contratar barcazas desde Veracruz para trasladar durante la cuarentena necesaria trabajadores, alimento y agua que se requerían diariamente.
Lo ganaderos de Texas, al enterarse de la importación que hacía México del ganado Cebú procedente del Brasil, presionaron a las autoridades de su país, para que éstos intervinieran de alguna manera y se evitar dicha importación ya que los afectaría en la venta de su ganado a México.
Se había despertado el descontento entre los ganaderos estadounidenses, y por cuestiones meramente diplomáticas, se decidió ponerlo en cuarentena en la Isla de Sacrificios hasta determinar si eran portadores de algún patógeno brasileño.
El 28 de septiembre de 1946, luego de largas conversaciones diplomáticas, el gobierno de México accedió a desembarcar en tierra firme el ganado Cebú proveniente de Brasil. Tiempo más tarde Estados Unidos y México conformaron una Comisión México-Americana de Veterinaria con el fin de investigar las posibles enfermedades de ese ganado. En un informe presentado el 16 de octubre del mismo año, la Comisión “no descubrió evidencia de Fiebre Aftosa” en el ganado importado ni en los animales que mantuvieron contacto con él.
Pese a lo anterior, a fines de 1946 y por presiones americanas, ya era indudable la presencia de la fiebre aftosa en el ganado mexicano. El 27 de diciembre el gobierno federal emitió un decreto en el que declaró de “utilidad pública” las cuentas bancarias del señor Don Jorge Luis Navarro Ureña así como todo el ganado que se encontraba en cuarentena en la Isla de Sacrificios y supuestamente con esos recursos se iniciaría el combate de la Fiebre Aftosa en los estados de Veracruz, México, Tlaxcala y en el Distrito Federal. Además, instauró una Comisión Nacional de Lucha Contra la Fiebre Aftosa y puso a su disposición los recursos materiales y humanos de la Secretaría de la Defensa Nacional, la Secretaría de Salubridad y Asistencia, la Secretaría de Comunicaciones y Obras Públicas y la Secretaría de Agricultura y Ganadería. Para cubrir los gastos de semejante empresa la Secretaría de Hacienda y Crédito Público le autorizó un presupuesto inicial de 1, 000, 000 de pesos. que eran parte de las cuentas bancarias de Don Jorge Luis Navarro Ureña.
La campaña de erradicación también contó con el apoyo veterinario y técnico de Estados Unidos, país interesado en crear una barrera libre de Fiebre Aftosa entre su ganadería y la zona contaminada. La erradicación total de la fiebre aftosa fue decretada el 20 de diciembre de 1954, ocho años después.
Si bien con el supuesto brote de fiebre aftosa la ganadería mexicana recibió un duro traspié a la larga se presentaron algunos beneficios. Por ejemplo, se mejoraron los métodos sanitarios y los ganaderos del norte del país aprovecharon la situación para construir plantas empacadoras, frigoríficas y enlatadoras, sentándose así las bases para la exportación de carne deshuesada, congelada y fresca a Estados Unidos.

## Flora y fauna
Existen 123 especies de algas rojas y 70 especies de algas verdes. Uva de mar, guayabos y platanares. Existen 52 familias de caracoles duros. Se han observado tortugas de carey desovando en las playas. A la isla llegan 81 especies de aves, destacando los pelícanos, cormoranes, fragatas, garzas grises, gavilanes pescadores y halcones peregrinos.